# The Mamas
The Mamas är en svensk-amerikansk musikgrupp med soul-/gospel-stil. Gruppen uppmärksammades under Melodifestivalen 2019 när de körade bakom John Lundvik i vinnarlåten "Too Late for Love".

## Historik

### Bakgrund
The Mamas bildades 2019 av Paris Renita (körsångerska ursprungligen från USA med svensk karriär)  som en kvartett efter att John Lundvik bad henne leta fram sångerskor med bra röster som kunde stödja honom i hans bidrag. Hon medverkade i gruppen i Melodifestivalen 2019 men valde hösten 2019 att lämna gruppen.
Både i Melodifestivalen 2020 och 2021 medverkade gruppen som en trio bestående av följande medlemmar: 
- Ash (Ashley Rena) Haynes, född 19 januari 1987 i Washington D.C., som har turnerat med R&B-artister och sjungit i större gospelkörer i USA,[4] men även i en gospelmusikal i Sverige 2014,[5] och är på heltid bosatt i Sverige sedan september 2019.[6]
- Loulou Lamotte, född 16 april 1981 i Malmö. Hon har tidigare körat i Melodifestivalen bakom Behrang Miri 2013[7] och tävlat i Idol 2008.[6]
- Dinah Yonas Manna, född 5 september 1981 i Stockholm som även är körledare och låtskrivare. Hon har tidigare körat bakom Jonas Gardell i Melodifestivalen 2018 och bakom artister som Katy Perry, Jerry Williams och Eric Saade.[4][7]

### Karriär
Året efter vann deras bidrag Melodifestivalen 2020 med 137 poäng, då de som fristående grupp framförde låten "Move". The Mamas skulle ha fått att representera Sverige i Eurovision Song Contest i Rotterdam den 12–16 maj. Den 18 mars 2020 meddelades det att 2020 års upplaga av Eurovision Song Contest ställts in. Därmed gick Move till historien som det första vinnarbidraget i Melodifestivalen att inte få framföras i Eurovision Song Contest.
Den 3 december 2020 meddelades att The Mamas även skulle delta i Melodifestivalen 2021 för tredje året i rad, denna gång med låten "In the Middle", skriven av Emily Falvey, Robin Stjernberg och Jimmy Jansson. De tävlade i fjärde deltävlingen, den 27 februari, där de tog sig direkt till final.
I finalen slutade The Mamas på en tredjeplats. De internationella jurygrupperna placerade The Mamas som fyra. Av svenska folket fick de dock näst flest röster och kunde därmed klättra till tredjeplatsen.

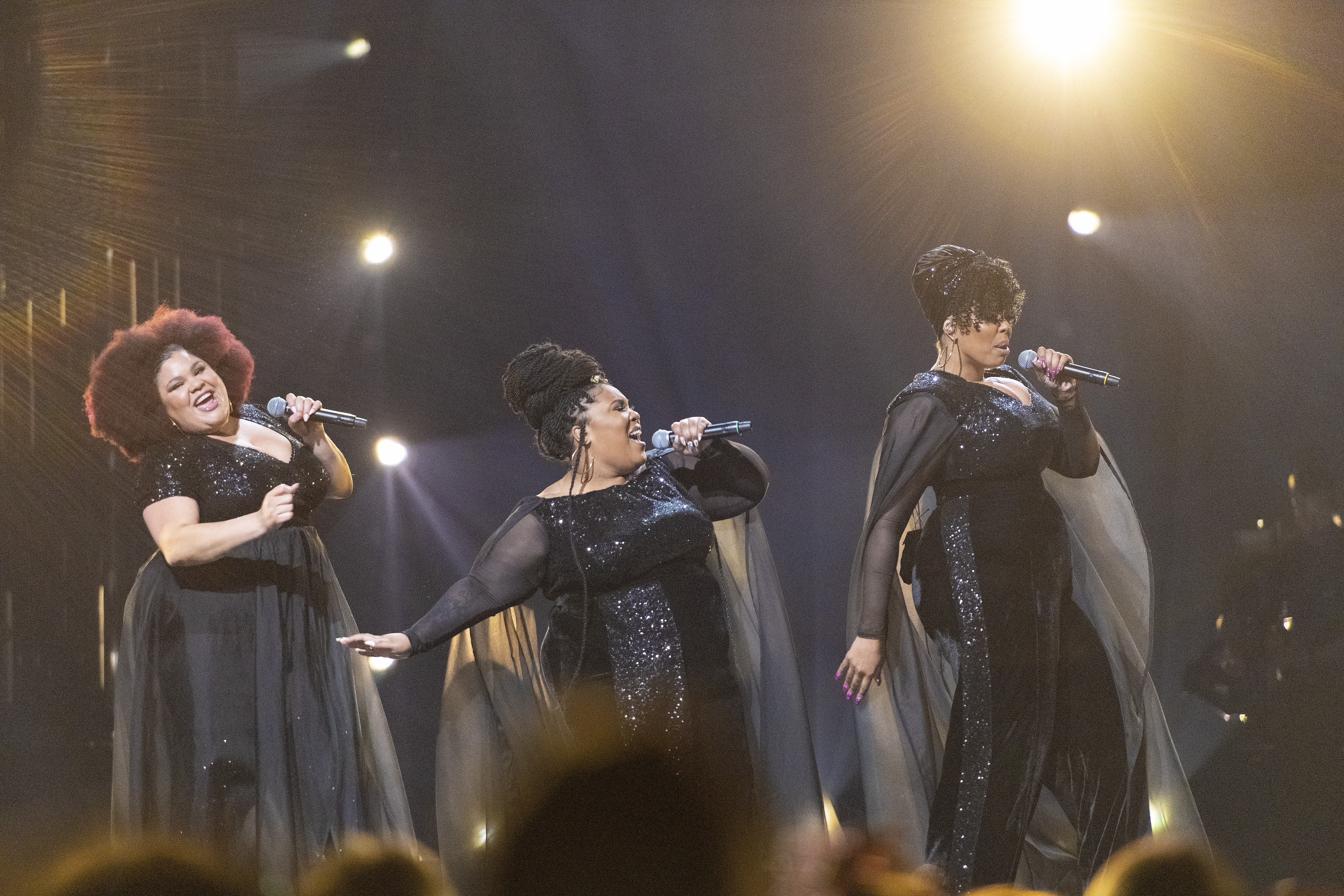
The Mamas under ett genrep inför den första deltävlingen av Melodifestivalen 2020.

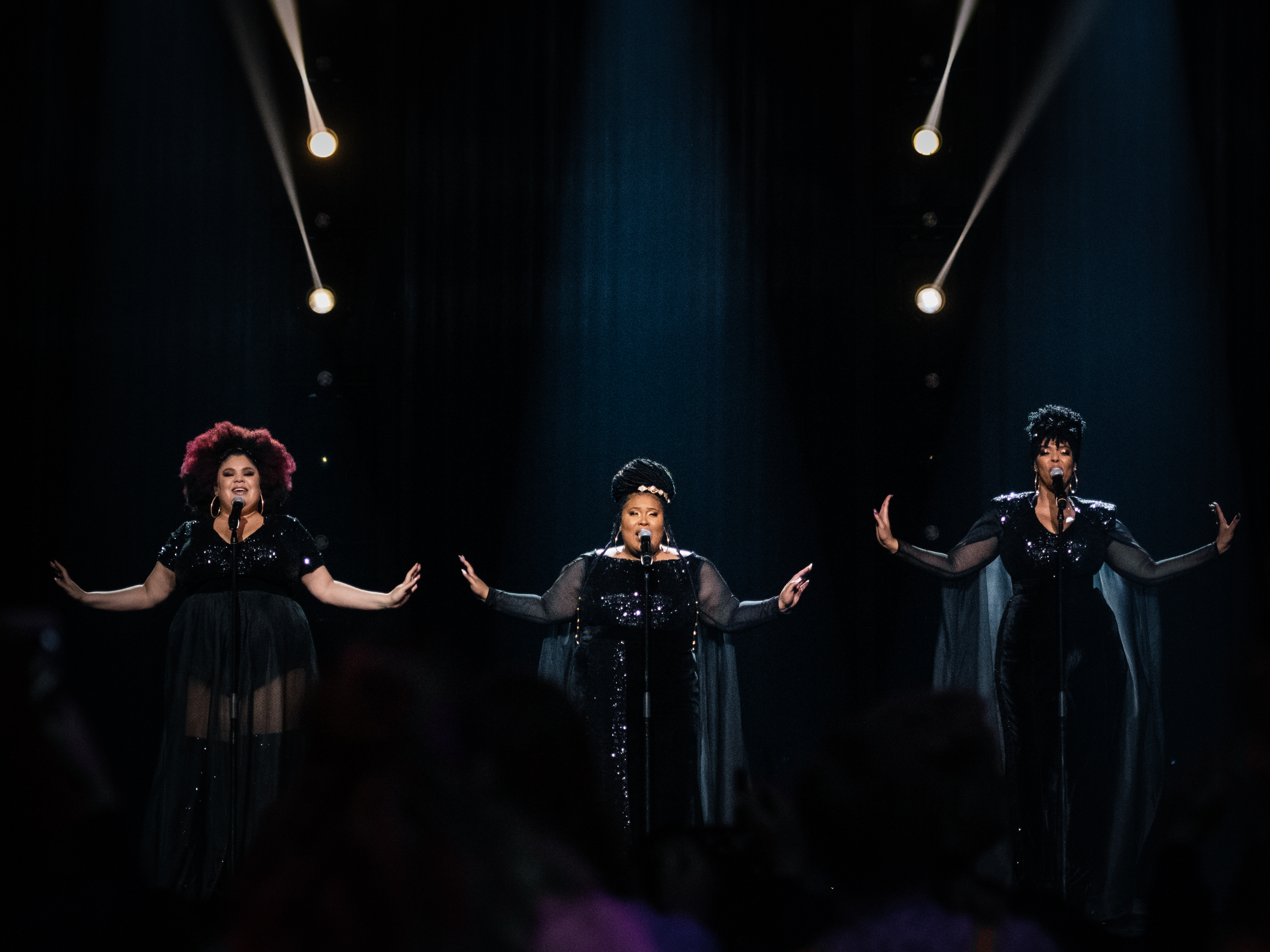
The Mamas under finalen i Melodifestivalen 2020.

## Diskografi

### EP
- 2020: Tomorrow Is Waiting
- 2020: All I Want for December

### Singlar
- 2020: Move
- 2020: Let It Be
- 2020: Touch the Sky
- 2020: A Christmas Night to Remember
- 2021: In the Middle
- 2021: Itsy Bitsy Teeny Weeny Yellow Polka Dot Bikini